# Агуа-Нова
Агуа-Нова (порт. Água Nova) — муниципалитет в Бразилии, входит в штат Риу-Гранди-ду-Норти. Составная часть мезорегиона Запад штата Риу-Гранди-ду-Норти. Входит в экономико-статистический микрорегион Серра-ди-Сан-Мигел. Население составляет 2951 человек на 2006 год. Занимает площадь 50,683 км². Плотность населения — 58,2 чел./км².

## Статистика
- Валовой внутренний продукт на 2003 год составляет 5 988 583,00 реалов (данные: Бразильский институт географии и статистики).
- Валовой внутренний продукт на душу населения на 2003 год составляет 2119,10 реалов (данные: Бразильский институт географии и статистики).
- Индекс развития человеческого потенциала на 2000 год составляет 0,587 (данные: Программа развития ООН).